# Anatolij Pavlovics Arcebarszkij
Anatolij Pavlovics Arcebarszkij (oroszul: Анатолий Павлович Арцебарский) (Proszjana, Dnyipropetrovszki terület, 1956. szeptember 9.–) szovjet/orosz űrhajós, ezredes.

## Életpálya
1977-ben üzemmérnök-pilóta diplomát szerzett. Katonai szolgálati ideje alatt több MiG repülőgépen teljesített szolgálatot. 1982-től berepülőpilóta-képzésben részesült. 1983-1987 között a moszkvai Repülési Intézet berepülőpilótája. Több repülőgép – OKB Szuhoj, Jakovlev, Tupoljev, Berijev A–50 (AWACS) és MiG – véglegesítéséhez nyújtott segítséget. Több mint 1600 órát töltött a levegőben, elsajátította 35 repülőgéptípus és azok módosításainak alkalmazását, 48 ejtőernyős ugrást hajtott végre. 1993-ban az Orosz Akadémia tanácsadója. 1994-1996 között a vezérkari Akadémia hallgatója. 1996-1998 között a vezérkarban a Tudományos és Műszaki Bizottság tagja, feladata az orbitális rendszerek újrahasznosíthatóságának vizsgálata.
1985. szeptember 2-től részesült űrhajós kiképzésben. Első kiképzését a Buran űrrepülőgép pilótájaként kapta. A program végeztével a Mir-űrállomáson végzendő feladatokra képezték. 1994. július 28-án egészségi okok miatt fejezte be űrhajós pályafutását. 1999-től a propaganda és információszolgáltató osztály vezetője. 1999-től előbb alelnöke, majd elnöke az Országos Jótékonysági Alapnak. 2000-től az Orosz Űrhajós Szövetség alelnöke. 
Tudományos tevékenység: 2000-ben megválasztott akadémikusnak. A Nemzetközi Akadémia információs, kommunikációs és járványvédelmi bizottságának tagja. 2002-ben a Katonai Akadémián szerzett felsőfokú diplomát. 2004-től banki pozíciókat (tanácsadó, Igazgatósági tag) tölt be. 2005-től az Akadémia biztonsági és bűnüldözési bizottságának tagja.

## Űrrepülések
Szojuz TM–12 kutatásért felelős parancsnok. Egy alkalommal teljesített hosszú távú űrszolgálatot. Összesen 144 napot, 15 órát, 21 percet és 50 másodpercet töltött a világűrben. Hat űrsétát végzet (kutatási, szerelési), összesen 32 óra és 17 perc időtartamban.

## Tartalék személyzet
Szojuz TM–11 kutatásért felelős parancsnok.

## Kitüntetések
Kétszer kapta meg Szovjetunió Hőse kitüntetést, valamint egyszer a Lenin-rendet.